# Ewine van Dishoeck
Ewine Fleur van Dishoeck (Leida, 13 giugno 1955) è un'astronoma e chimica olandese, professoressa di astrofisica molecolare presso l'Osservatorio di Leida.
È stata presidente dell'Unione Astronomica Internazionale tra il 2018 e il 2021. Dal 2012 è coredattrice dell'Annual Review of Astronomy and Astrophysics.
Pioniera dell'astrochimica, la sua ricerca è finalizzata alla determinazione della struttura degli oggetti cosmici utilizzando i loro spettri molecolari.

## Biografia
Il suo lavoro riguarda lo studio delle molecole interstellari, dell'evoluzione fisica e chimica durante la formazione stellare e della formazione dei pianeti, l'astronomia dell'infrarosso, i processi molecolari di base e il trasferimento radiativo della radiazione lineare e continua. Nel 2021 le è stato assegnato un ERC Advanced Grant per studiare la chimica e la fisica nei dischi che formano pianeti attorno a stelle diverse dal nostro Sole.
Grazie alle sue ricerche si è scoperto come le molecole di monossido di carbonio abbiano potuto sopravvivere abbastanza a lungo da contribuire alla formazione degli organismi viventi. Durante i suoi studi di dottorato nessuno era a conoscenza di come alcune molecole di monossido di carbonio potessero rimanere in vita nello spazio. Van Dishoeck ha dimostrato che il monossido di carbonio non è vulnerabile a tutti i raggi UV, ma è suscettibile solo alle lunghezze d'onda che può assorbire. Di fatti la polvere e altre molecole possono bloccare la luce UV, portando alla protezione del monossido di carbonio.

## Vita privata
È sposata con Tim de Zeeuw, professore di astronomia all'Università di Leida nonché direttore generale dell'Osservatorio europeo australe dal settembre 2007 al 2017.

## Premi e riconoscimenti
- Junior Fellow della Harvard Society of Fellows nel 1984, dove ha lavorato con Alex Dalgarno.[2]
- Medaglia d'Oro della Royal Netherlands Chemical Society nel 1994
- Premio Spinoza (Paesi Bassi) nel 2000[8]
- Bourke Award della Royal Society of Chemistry (Regno Unito) nel 2001.[9]
- Dal 2001 fa parte della Koninklijke Nederlandse Akademie van Wetenschappen[10] e della United States National Academy of Sciences.[11]
- Nel 2013 è diventata membro dell'Accademia Cesarea Leopoldina.[12]
- Ha ricevuto il Premio Lise Meitner nel 2014[13][14]
- Ha ricevuto l'Albert Einstein World Award of Science (Messico) nel 2015.[15][16][17]
- Nel 2018 ha ricevuto la medaglia James Craig Watson[18]
- Premio Kavli (Norvegia) per l'astrofisica.[19]
- Nello stesso anno è stata anche eletta Membro Onorario della Reale società chimica olandese[20]
- Fa parte dell'American Philosophical Society dal 2020[21]
- Ha vinto il Prix Jules Janssen nel 2020.[22]
- Nel 2021 papa Francesco l'ha nominata membro della Pontificia accademia delle scienze.[23]